# Erzbischöfliches Diözesanmuseum Paderborn
Das Erzbischöfliche Diözesanmuseum Paderborn ist das älteste Diözesanmuseum im deutschsprachigen Raum. Es wurde 1853 gegründet und besitzt eine der umfangreichsten und bedeutendsten Sammlungen christlicher Kunst in Deutschland. Der ständig wachsende Bestand umfasst mehr als 12.000 Werke aus rund 1.000 Jahren. Schwerpunkt: Skulptur und Goldschmiedekunst von der Romanik bis zum Barock. Das Museum zeigt regelmäßig große kunst- und kulturhistorische Sonderausstellungen mit Leihgaben aus renommierten Museen und Sammlungen in ganz Europa und aus Übersee.

## Geschichte

### Das erste Diözesanmuseum und sein Auftrag 1853–1867
Am 22. März 1853 genehmigte das Generalvikariat des Erzbistums Paderborn die „Errichtung eines Diöcesan-Museums kirchlicher Kunstgegenstände“ im ehem. Kapitelsaal der Busdorfkirche. Das Museum wurde als "Rettungsstation" für christliche Kunstwerke konzipiert und sollte auch als Studiensammlung zur Schulung von Kunsthandwerkern und Künstlern dienen. Es sammelte Werke, die nicht mehr im kirchlichen Gebrauch, beschädigt oder gefährdet waren, sicherte sie und stellte sie aus.
Die Idee war ambitioniert, doch anfangs entwickelte sich das Vorhaben schleppend, nur wenige Objekte kamen zusammen und obwohl dazu prachtvolle Exponate zählten, kam bereits 1867 das Ende des ersten Paderborner Diözesanmuseums.

### Neugründung, Neubau, Umgestaltung
Ab 1911 begann man erneut eine Sammlung aufzubauen, die anfänglich in provisorischen Räumen im Erdgeschoss des neu errichteten Generalvikariats untergebracht wurde. Am 18. Juni 1913 wurde das Diözesanmuseum dort wieder eröffnet und wuchs in den kommenden Jahren stetig. Neben Arbeiten aus dem Mittelalter kamen jetzt Skulpturen, Gemälde, Paramente und Goldschmiedearbeiten aus der Barockzeit und dem 19. Jahrhundert hinzu. Federführend bei Aufbau und wissenschaftlicher Erschließung der Sammlung war Gründungsdirektor Alois Fuchs (1877–1971). Unter seiner Leitung gewann das Museum an Profil und Bedeutung und fand überregionale Anerkennung. Ein Schwerpunkt seiner Sammeltätigkeit lag im Bereich mittelalterlicher Skulptur und Schatzkunst. Ein stringentes Ausstellungskonzept konnte Fuchs in den vorhandenen Räumen allerdings nicht realisieren.
Mit dem kontinuierlichen Ausbau der Sammlung wuchs die Raumnot. 1967 entschloss sich das Erzbistum Paderborn zu einem Museumsneubau. Als Standort wurde der freie, an den Marktplatz angrenzende Bereich auf der Südwestseite des Domes ausgesucht, der bereits vor dem Zweiten Weltkrieg drei- bis fünfgeschossig bebaut war. Man schrieb einen begrenzten Wettbewerb aus und die Entscheidung fiel einstimmig auf den Entwurf des Kölner Architekten und späteren Pritzker-Preisträger Gottfried Böhm. Am 25. Mai 1975 konnte der Neubau seiner Bestimmung übergeben werden.
Das neue Haus präsentierte sich als moderne Bauskulptur, funktionierte aber nicht als Museum. Klimaschwankungen und das durch die Fensteröffnungen ungehindert einfallende Sonnenlicht verursachten große konservatorische Probleme. Die empfindlichen Exponate, zum großen Teil farbig gefasste Holzskulptur waren massiv gefährdet, große Sonderausstellungen nicht möglich. Das Erzbistum Paderborn beschloss schließlich den Umbau, der nach Plänen des englischen Museumsarchitekten Michael Brawne realisiert wurde. Nach mehrjähriger Sanierung konnte das Diözesanmuseum am 18. Juni 1993 wieder eröffnen. Die Festansprache hielt Bundeskanzler Helmut Kohl.

## Architektur
Der Architekt Gottfried Böhm schuf mit dem Diözesanmuseum Paderborn ein Gebäude von umfassender Transparenz, mit prägnanten Bleifassaden und einem großen Innenraum ohne trennende Wände. Das Äußere des Hauses hatte skulpturale Qualität und war einem Schmuckkasten nachempfunden. Seine aufsteigenden Ausstellungsebenen hängen ebenso wie die Außenfassaden an einer Trägerkonstruktion, die auf vier Stützen ruht. Sie umgreifen mittelalterliche Gewölberäume, die u. a. zur ehemaligen Bischofspfalz des Paderborner Bischofs Meinwerk (1009–1036) gehören. Gottfried Böhms Paderborner Museumsbau war beispielhaft für die Museumskonzeption der späten 1960er-Jahre, die weg wollte vom „verstaubten Musentempel“, hin zu mehr Offenheit und Transparenz. Er realisierte seine Vorstellungen konsequent und bis ins Detail der Vitrinen und Postamente, doch aus konservatorischer Sicht war Böhms Bau problematisch. Grundlegende Voraussetzungen für die Museums- und Ausstellungsarbeit, wie die klimatischen Bedingungen, waren nicht berücksichtigt worden. Das Erzbistum Paderborn, als Träger des Museums, kontaktierte internationale Experten und beschloss den Umbau.
Die Sanierung übernahm der britische Architekt Michael Brawne. Er schloss die großen Fensterflächen, bezog die ehemaligen Magazinräume als Ausstellungsfläche ein, verlegte den Eingang auf die der Stadt zugewandte Seite. Auf der Rückseite entstand ein Anbau für die Klimatechnik. Die lichte Transparenz ging verloren und die räumliche Großzügigkeit wurde eingeschränkt. Bestimmend für das Raumerlebnis ist aber nach wie vor der ruhige, aufsteigende Rhythmus der Ebenen. Die einzelnen Bereiche sind jedoch durch teils raumhohe Brüstungen stärker voneinander abgegrenzt. Fragen zur Barrierefreiheit konnten mit dem Umbau damals allerdings nicht gelöst werden.
Mit dem Umbau vergrößerte sich die Ausstellungsfläche auf rund 1.200 Quadratmeter. Der technische Standard entsprach jetzt den hohen konservatorischen Anforderungen auf internationalem Niveau und damit war der Weg frei für neue Präsentationskonzepte.

## Sammlung

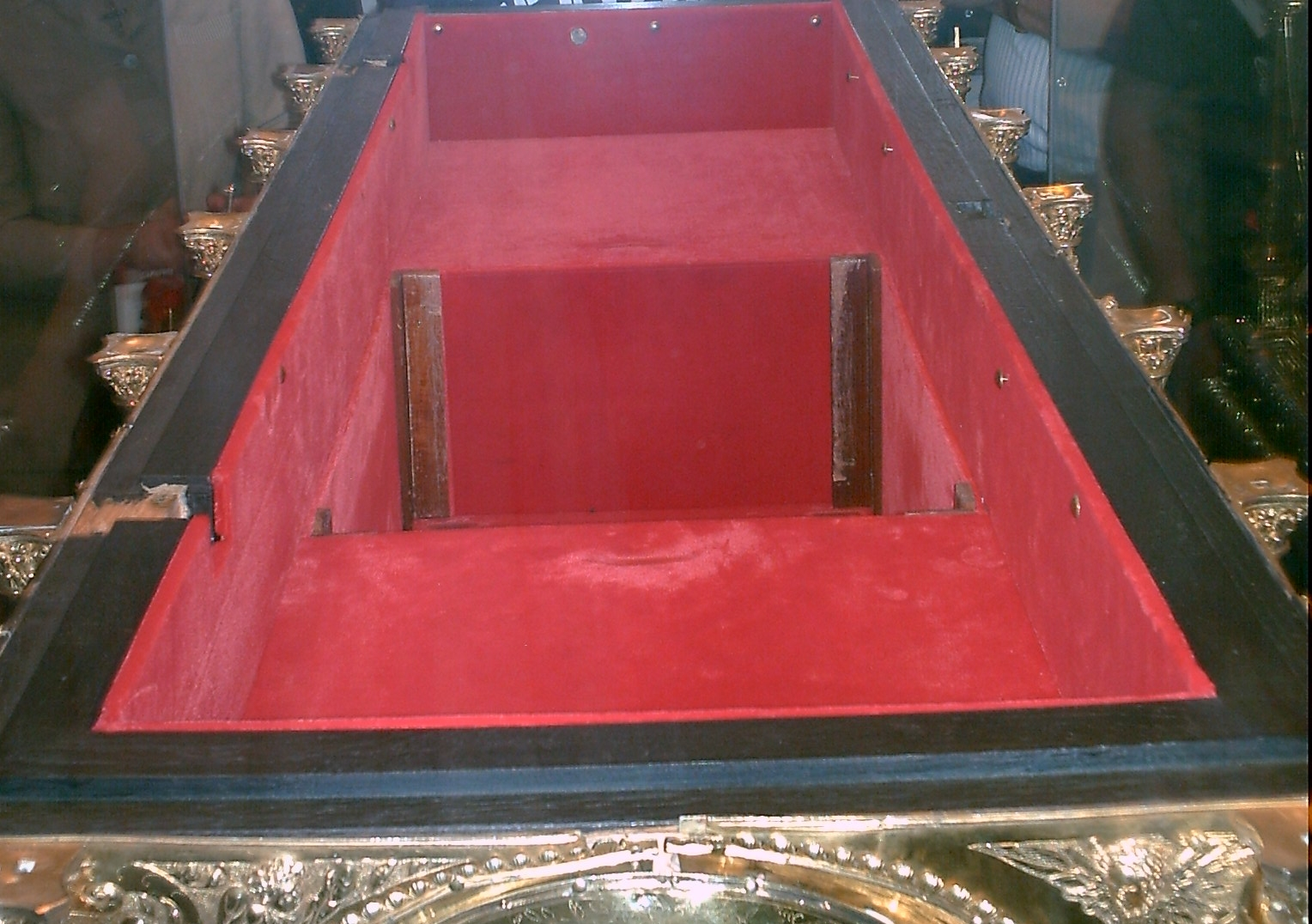
Der geöffnete Liborischrein im Jahre 2009.

Das Diözesanmuseum Paderborn hat eine der bedeutendsten Sammlungen christlicher Kunst in Deutschland. Sie umfasst mehr als 12.000 Exponate und spannt einen Bogen von Glanzstücken mittelalterlicher und barockzeitlicher Skulptur, Malerei, Textil-, Buch- und Goldschmiedekunst über schlichte Zeugnisse volksfrommen Brauchtums bis hin zu Werken der zeitgenössischen Kunst.
Der Schwerpunkt liegt im Bereich der Skulptur vom Mittelalter bis ins 20. Jahrhundert. Zu den Hauptwerken gehört die bedeutende Imad-Madonna (1051–58). Sie ist eine der ältesten großplastischen Darstellungen der thronenden Muttergottes in der abendländischen Kunst. In der Schatzkammer des Museums werden liturgische Geräte, Goldschmiedearbeiten und Reliquiare aus dem Mittelalter und der Neuzeit bewahrt. Zu den wichtigsten Exponaten gehören hier der silbervergoldete Liborischrein von 1627 und zwei kostbare romanische Tragaltäre.
Schenkungen und Ankäufe ergänzen die Sammlung kontinuierlich. 2016 ist es gelungen 14 herausragende Werke aus der Sammlung des Landrates Fritz Thomée (1862–1944) zu erwerben. Zu ihnen gehören u. a. drei Sandsteinfiguren der heiligen Anna Selbdritt, Dorothea und Elisabeth des Münsteraner Bildhauers Johann Brabender (1498/99–1561/62).

## Sonderausstellungen
Die großen, thematisch ausgerichteten kunst- und kulturhistorischen Sonderausstellungen des Diözesanmuseum bringen Leihgaben aus ganz Europa und Übersee zusammen. Sie werden durch international besetzte, wissenschaftliche Beiräte begleitet und führen Besucher aus ganz Deutschland und dem angrenzenden Ausland nach Paderborn. 2017 sahen mehr als 65.000 Besucher „WUNDER ROMs im Blick des Nordens“.
Darüber hinaus setzt sich das Museum mit aktueller Kunst auseinander. Werke zeitgenössischer Künstlerinnen und Künstler werden in die thematischen Ausstellungen einbezogen oder im Dialog mit Werken der eigenen Sammlung gezeigt.
- 2024:/25: ‘‘Corvey und das Erbe der Antike.  Kaiser, Klöster und Kulturtransfer im Mittelalter‘‘
- 2022: So gesehen. Barbara Klemm · Christoph Brech
- 2020: Peter Paul Rubens und der Barock im Norden
- 2018: GOTIK. Der Paderborner Dom und die Baukultur des 13. Jahrhunderts in Europa
- 2017: WUNDER ROMS im Blick des Nordens von der Antike bis zur Gegenwart
- 2017/18 : MORE than ROME – Christoph Brech im Dialog mit der Sammlung des Diözesanmuseums
- 2015: CARITAS. Nächstenliebe von den frühen Christen bis zur Gegenwart
- 2013: HA Schult – Die Zeit und der Müll[2]
- 2013: CREDO. Christianisierung Europas im Mittelalter (Gemeinschaftsausstellung mit dem Museum in der Kaiserpfalz und der Städtischen Galerie)[3]
- 2012: Franziskus – Licht aus Assisi[4]
- 2006: CANOSSA 1077 – Erschütterung der Welt. Geschichte, Kunst und Kultur am Aufgang der Romanik. (Gemeinschaftsausstellung mit dem Museum in der Kaiserpfalz, LWL, und der Städtischen Galerie Paderborn)
- 2002: Byzanz. Das Licht aus dem Osten. Kult und Alltag im Byzantinischen Reich vom 4. bis 15. Jahrhundert
- 1999: 799 Kunst und Kultur der Karolingerzeit. Papst Leo III. und Karl der Große in Paderborn. (Gemeinschaftsausstellung mit dem Museum in der Kaiserpfalz, LWL, und der Städtischen Galerie)[5]

## Rezeption
- „GOTIK-Ausstellung“: „Eine faszinierende Ausstellung im Diözesanmuseum von Paderborn feiert die Gotik. (…) Faszinierend machen die Paderborner Schau vor allem die Leihgaben, die in ihrer Menge und Qualität sowohl den guten Beziehungen des Diözesanmuseums zu den bedeutendsten Museen Europas zu verdanken sind. (…)“ – Alexander Menden, Süddeutsche Zeitung, 20. Nov. 2018

- „Das Diözesanmuseum Paderborn widmet der Epoche eine überwältigende Ausstellung, in der am Beispiel des Paderborner Doms die europäische Baukultur des 13. Jahrhunderts untersucht wird.“ – Monika Willer, Neue Ruhr Zeitung, Westfalenpost, Westfälische Rundschau, Westdeutsche Allgemeine Zeitung, 1. Okt. 2018

- „WUNDER ROMs“: „Man kann mit Museumsmitteln einen Riesenrummel veranstalten … Man kann aber auch eine sorgsam sortierte Schatzkiste öffnen, die den Besucher zum denkenden Schauen anregt. Manche halten dieses Kunststück für unmöglich. In Paderborn ist es geglückt.“ – Andreas Kilb, FAZ, 13. Juni 2017

- Zum Haus: „Neben der Kunsthalle Bielefeld (1968) von Philip Johnson, dem Felix-Nussbaum-Haus in Osnabrück (1998) von Daniel Libeskind und dem Marta (2005) in Herford von Frank Gehry gehört das Diözesanmuseum Paderborn (1975/1993) zum Quartett der vier bedeutendsten Museumsneubauten der Nachkriegszeit in Westfalen und im südlichen Niedersachsen. Innerhalb der jüngeren Architekturgeschichte der BRD nimmt es einen wichtigen Platz ein.“ – THE LINK. Das digitale Architekturmagazin aus Berlin, 12. Sept. 2016

## Leitung des Museums
Gründungsdirektor war Alois Fuchs (1877–1971). Er leitete das Diözesanmuseum Paderborn von 1913 bis 1967. Karl-Josef Schmitz hatte die Leitung von 1967 bis 1990 inne. Seit 1990 war Christoph Stiegemann Direktor des Hauses. Ihm folgte 2020 der Kunsthistoriker Holger Kempkens.

## Publikationen (Auswahl)
- Christoph Stiegemann (Hrsg.): GOTIK. Der Paderborner Dom und die Baukultur des 13. Jahrhunderts in Europa, 800 Seiten, ca. 740 Abbildungen, 21,5 × 28 cm, Hardcover, Michael Imhof Verlag, Petersberg 2018, ISBN 978-3-7319-0734-3.

- Christoph Stiegemann (Hrsg.): Wunder Roms im Blick des Nordens. Von der Antike bis zur Gegenwart, 608 Seiten, 514 Abbildungen, 21,5 × 28 cm, Hardcover, Michael Imhof Verlag, Petersberg 2017, ISBN 978-3-7319-0441-0.
- Christoph Stiegemann (Hrsg.): Sternstunden des Sammelns. Neuerwerbungen aus der Sammlung Thomée (= Diözesanmuseum Paderborn – Schriften und Bilder 5), Paderborn 2016, ISBN 978-3-89710-695-6.

- CARITAS. Nächstenliebe von den frühen Christen bis zur Gegenwart, 720 Seiten, 563 Farb- und 19 S/W-Abbildungen, 21,5 × 28 cm, Hardcover, Michael Imhof Verlag, Petersberg 2015, ISBN 978-3-7319-0142-6.
- Christoph Stiegemann (Hrsg.): Diözesanmuseum Paderborn. Werke in Auswahl,  304 Seiten, 186 Farbabbildungen, 17 × 24 cm, Hardcover, Imhoff Verlag, Petersberg 2014, ISBN 978-3-86568-955-9.

- Christoph Stiegemann, Christiane Ruhmann (Hrsg.): CREDO. Christianisierung Europas im Mittelalter, 3 Bde., Michael Imhof Verlag, Petersberg 2013–2017.
- Christoph Stiegemann (Hrsg.): Canossa 1077. Erschütterung der Welt. Geschichte, Kunst und Kultur am Aufgang der Romanik, 2 Bde. Hirmer, München 2006.
- Christoph Stiegemann (Hrsg.): Schatzkunst am Aufgang der Romanik. Der Paderborner Dom-Tragaltar und sein Umkreis, Hirmer, München 2006.
- Christoph Stiegemann (Hrsg.): Byzanz. Das Licht aus dem Osten. Kult und Alltag im Byzantinischen Reich vom 4. bis 15. Jahrhundert, Von Zabern, Mainz 2001.